# Gilberto l'Universale
Gilberto l'Universale (in latino: Gilbertus Universalis; ... – 9 agosto 1134) è stato un vescovo britannico della Chiesa cattolica.

## Biografia
La sua erudizione lo portò a diventare da canonico di Auxerre a vescovo di Londra.
Eletto nel dicembre 1127, il 22 gennaio 1128 fu consacrato vescovo della capitale inglese da Guglielmo di Corbeil, Siffredo I e Giovanni I. Succedette a Richard de Beaumis I (Belmis, Rufus) ed ebbe come successore Robert de Sigello (1141-1150).
La sua morte è commemorata il 9 agosto.
Il comune francese di Prégilbert prese nome da lui.

## Attività
Fu allievo della scuola di Laon. e collaborò alla Glossa ordinaria e, in particolare, al Libro delle Lamentazioni, al Pentateuco e ai profeti maggiori (Isaia, Geremia, Ezechiele e Daniele).

## Opere
- Glossa Ordinaria in Lamentationes Ieremie Prophete. Prothemata Et Liber I., Andrée Alexander (éd. et trad. en anglais), Université de Stockholm (Studia Latina Stockholmiensia), 2005